# Lael Gregory
Lael Gregory (ur. 23 lutego 1974) – amerykański snowboardzista, wicemistrz świata.

## Kariera
W Pucharze Świata zadebiutował 20 stycznia 1995 roku w Innichen, gdzie zwyciężył w halfpipe'ie. Tym samym już w swoim debiucie nie tylko wywalczył pierwsze pucharowe punkty, ale od razu sięgnął po zwycięstwo. W zawodach tych wyprzedził Ivana Zellera ze Szwajcarii i swego rodaka, Rossa Powersa. Łącznie siedem razy stawał na podium zawodów PŚ, odnosząc przy tym jeszcze trzy zwycięstwa: 10 lutego 1995 roku w Mount Bachelor, 16 lutego 1995 roku w Breckenridge i 26 lutego 1995 roku w Calgary triumfował w halfpipe’ie. Najlepsze wyniki osiągnął w sezonie 1994/1995, kiedy to triumfował w klasyfikacji halfpipe’a.
Jego największym sukcesem jest srebrny medal w halfpipe’ie wywalczony na mistrzostwach świata w Lienzu w 1996 roku. Rozdzielił tam kolejnych dwóch reprezentantów USA: Rossa Powersa i Roba Kingwilla. Był to jego jedyny medal wywalczony na międzynarodowej imprezie tej rangi i zarazem jedyny start w mistrzostwach świata. Nie startował na igrzyskach olimpijskich.
W 1999 r. zakończył karierę.

## Osiągnięcia

### Mistrzostwa świata
| Miejsce | Dzień       | Rok  | Miejscowość | Konkurencja | Zwycięzca   |
| ------- | ----------- | ---- | ----------- | ----------- | ----------- |
| 2.      | 24 stycznia | 1996 | Lienz       | Halfpipe    | Ross Powers |

### Puchar Świata

#### Miejsca w klasyfikacji generalnej
- sezon 1994/1995: -
- sezon 1995/1996: -
- sezon 1996/1997: 78.
- sezon 1998/1999: 115.

#### Miejsca na podium
1. San Candido – 20 stycznia 1995 (halfpipe) - 1. miejsce
2. Alts – 3 lutego 1995 (halfpipe) - 2. miejsce
3. Mount Bachelor – 10 lutego 1995 (halfpipe) - 1. miejsce
4. Breckenridge – 16 lutego 1995 (halfpipe) - 1. miejsce
5. Calgary – 26 lutego 1995 (halfpipe) - 1. miejsce
6. Kanbayashi – 12 lutego 1996 (halfpipe) - 2. miejsce
7. Boreal Ridge – 9 marca 1996 (halfpipe) - 2. miejsce